# Amédée Fournier
Pour les articles homonymes, voir Fournier.
Amédée Fournier est un coureur cycliste français, né le 3 février 1912 à Armentières et mort le 30 mars 1992 à Lecci.

## Biographie
Professionnel de 1934 à 1950, il a été médaillé d'argent de la poursuite par équipes aux Jeux olympiques de 1932. Il a participé au Tour de France 1939 avec l'équipe Nord-Est-Île-de-France. Il l'a terminé à la 47e place, en ayant remporté deux étapes : la première, entre Paris et Caen, et la cinquième, entre Lorient et Nantes. Sa victoire lors de la première étape lui a permis de porter le maillot jaune durant le premier secteur de la deuxième étape.

## Palmarès
- 1931
  - Paris-Évreux
  - Paris-Conches
  - 3e de Paris-Orléans
- 1932
  - Paris-Rouen
  - Paris-Verneuil
  -  Médaillé d'argent de la poursuite par équipes aux Jeux olympiques
- 1933
  - Paris-Dieppe
  - 4e étape du GP Wolber indépendants
  - 2e du GP Wolber indépendants
  - 3e de Paris-Arras
  - 3e de Paris-Châteauroux
- 1934
  - Paris-Verneuil
  - Circuit de l'Indre
  - 2e du Grand Prix des Nations
- 1935
  - 3e de Nice-Toulon-Nice
- 1937
  - 3e du Grand Prix de Plouay
- 1938
  - Nantes-Les Sables-d'Olonne
  - 3e et 6e étapes du Circuit de l'Ouest
  - 3e du Grand Prix des Nations
- 1939
  - 1re et 5e étapes du Tour de France
  - 2e du Circuit de Paris
- 1941
  - Critérium d'Europe (100 km)[3]
  - Prix Hourlier-Comès (avec Jean Goujon)
- 1950
  - 3e du championnat de France de demi-fond

## Résultats sur les grands tours

### Tour de France
2 participations
- 1936 : non-partant (7e étape)
- 1939 : 47e, vainqueur des 1re et 5e étapes , maillot jaune pendant un jour